# Hyophila bartramiana
Hyophila bartramiana är en bladmossart som beskrevs av Steere 1935. Hyophila bartramiana ingår i släktet Hyophila och familjen Pottiaceae. Inga underarter finns listade i Catalogue of Life.